# (100853) 1998 HH34
(100853) 1998 HH34 es un asteroide perteneciente al cinturón de asteroides, región del sistema solar que se encuentra entre las órbitas de Marte y Júpiter, descubierto el 20 de abril de 1998 por el equipo del Lincoln Near-Earth Asteroid Research desde el Laboratorio Lincoln, Socorro, Nuevo México, Estados Unidos.

## Designación y nombre
Designado provisionalmente como 1998 HH34. 

## Características orbitales
1998 HH34 está situado a una distancia media del Sol de 2,685 ua, pudiendo alejarse hasta 3,573 ua y acercarse hasta 1,798 ua. Su excentricidad es 0,330 y la inclinación orbital 7,905 grados. Emplea 1607,70 días en completar una órbita alrededor del Sol.

## Características físicas
La magnitud absoluta de 1998 HH34 es 15,6. Tiene 2,8 km de diámetro y su albedo se estima en 0,13. 